# Katja Sturm-Schnabl

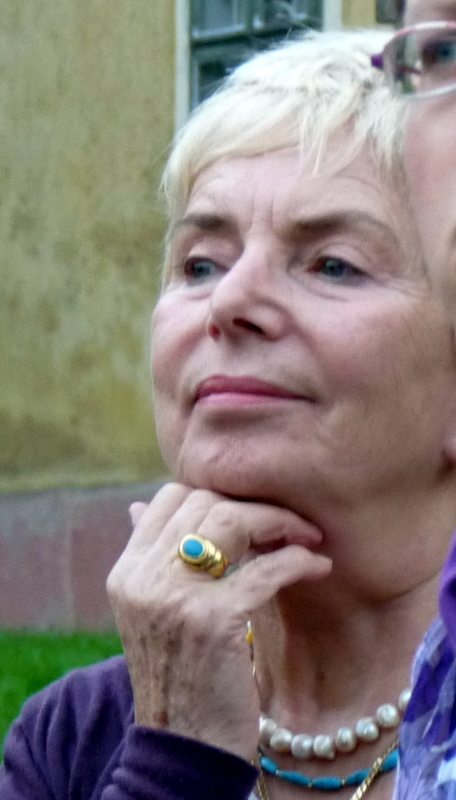
Katja Sturm-Schnabl (2009)

Stanislawa Katharina „Katja“ Sturm-Schnabl (* 17. Februar 1936 in Zinsdorf, Gemeinde Magdalensberg) ist eine Kärntner slowenische Sprachwissenschaftlerin und Literaturhistorikerin.

## Leben und Werk
Katharina „Katja“ Sturm-Schnabl entstammt einer angesehenen, kulturell und politisch aktiven slowenischen Familie in Zinsdorf/Svinča vas nordöstlich von Klagenfurt/Celovec. Erstes einschneidendes Erlebnis war die Deportation im April 1942 und die folgende, dreieinhalbjährige Lagerhaft, aus der ihre Schwester Veri nicht heimkehrte. Volksschule und humanistisches Gymnasium besuchte Katja Sturm-Schnabl in Klagenfurt/Celovec. Sie studierte Slawistik, südslawische Literaturen, Russisch, Kunstgeschichte und Byzantinistik. 1973 promovierte sie mit der international anerkannten Studie zur slowenischen Mundart im Klagenfurter Becken bzw. Klagenfurter Feld. Von 1973 bis 1984 war sie wissenschaftliche Mitarbeiterin der Kommission für Byzantinistik an der Österreichischen Akademie der Wissenschaften. Ihr Schwerpunkt war die Erstellung des Prosopographischen Lexikons der Palaiologenzeit.
Von 1984 bis 2016 unterrichtete sie südslawische Literatur- und Kulturgeschichte am Institut für Slawistik der Universität Wien und war Mitglied zahlreicher Gremien sowie der Gleichstellungskommission. Besonderes Anliegen waren ihr in dieser Zeit die Förderung der Studenten, für die sie zahlreiche universitäre und außeruniversitäre Kolloquien und Präsentationsmöglichkeiten organisierte. Insbesondere galten ihre Bemühungen einer verfassungsrechtlich wissenschafts-historisch angemessenen institutionellen Einrichtung des Faches der Slowenistik (Schaffung eines Lehrstuhls für Slowenistik, mit den entsprechenden Assistentenposten), was bisher nicht verwirklicht worden war.
Im Jahr 1993 habilitierte sie sich mit ihrem Magnum opus zum Briefwechsel von Franz Miklosich mit den Südslaven/Korespondenca Frana Miklošiča z Južnimi Slovani, für das sie den Leopold-Kunschak-Preis erhielt. Forschungsschwerpunkte sind slowenische Literatur- und Kulturgeschichte, südslawische Wechselbeziehungen, europäische transkulturelle Studien, insbesondere die Beziehungen zum französischen Kulturraum, sowie spezifische Kärntner slowenische Aspekte der Sprachentwicklung. Als Teilnehmerin an zahlreichen internationalen Treffen publiziert sie in zahlreichen Sprachen und förderte den interkulturellen Dialog durch die Übersetzung ausgewählter Schlüsselwerke aus Literatur und Forschung.

## Preise und Auszeichnungen

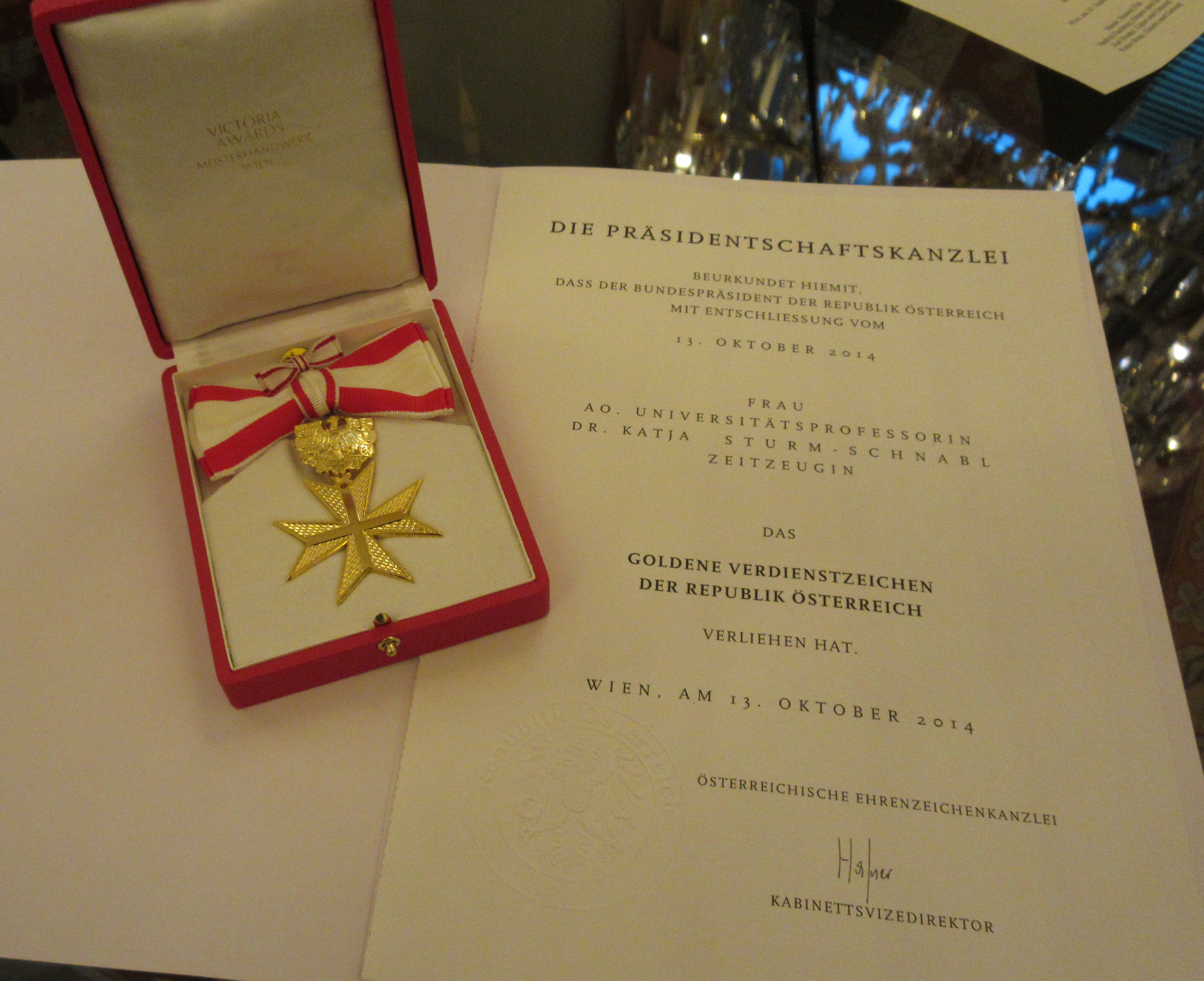
Goldenes Verdienstzeichen der Republik Österreich für Katja Sturm-Schnabl

Am 30. September 2015 wurde Katja Sturm-Schnabl das Goldene Verdienstzeichen der Republik Österreich durch Kanzleramtsminister Josef Ostermayer für ihr Engagement als Zeitzeugin verliehen.
Am 3. Oktober 2019 erhielt sie den Vinzenz-Rizzi-Preis 2019 des Zentralverbands slowenischer Organisationen in Kärnten sowie des Slowenischen Kulturverbands im Kärntner Landesarchiv in Klagenfurt.
Am 1. September 2022 wurde sie an der Universität Wien zur Ehrensenatorin ernannt, weil sie „sich in besonderem Maße an der Universität und bei der Erfüllung ihrer wissenschaftlichen Aufgaben engagiert“ habe, wie es in einer diesbezüglichen Aussendung hieß.
Am 14. März 2025 fand im Österreichischen Parlament die Verleihung des 3. Marie-Jahoda-Preises für herausragende wissenschaftliche Erkenntnisse an Katja Sturm-Schnabl statt. Mit dieser Auszeichnung werden Wissenschaftler geehrt, deren Forschung nicht nur von hoher akademischer Qualität ist, sondern auch eine gesellschaftspolitische Relevanz hat. Die Preisverleihung wurde von Peter Kaiser und Kathrin Gaál vorgenommen.

## Bibliographie (Auswahl)
Enzyklopädie der slowenischen Kulturgeschichte in Kärnten/Koroška
Katja Sturm-Schnabl, Bojan-Ilija Schnabl (Hg.): Enzyklopädie der slowenischen Kulturgeschichte in Kärnten/Koroška, Von den Anfängen bis 1942. Wien-Köln-Weimar, Böhlau Verlag 2016, 3. Bd., 1603 S. (Herausgeberin, Redaktion, Autorin und Übersetzerin zahlreicher Beiträge) Katalogeintrag bei Cobiss
Fachbeiträge
- Novi pogledi na pomembnost dela Jerneja Kopitarja pri razvijanju prepletenosti evropske znanstvene misli. Sova 1 (1996). 7–8. Katalogeintrag bei Cobiss
- Fran Miklošič, ustanovitelj slavistike na univerzi na Dunaju in njen prvi ordinarius. Sova 1 (2009). 9–12. Katalogeintrag bei Cobiss
- Ideja romantične svobode in občutenja v poeziji Urbana Jarnika in Franceta Prešerna. Koroški etnološki zapisi 2 (2003). 43–63. Katalogeintrag bei Cobiss
- Zgodovina slovenske literature v nemščini. Družina in dom 52/3 (2002). I. Katalogeintrag bei Cobiss
- Ženska kot avtorica in lik v novejši slovenski književnosti. Jezik in slovstvo 43/3 (1997/98). 97-108. Katalogeintrag bei Cobiss
- Dunajska slavistika in njen prispevek k slovenski kulturi. Zgodovinski časopis 49/3 (1995). 411–420. Katalogeintrag bei Cobiss
- Slovenski narodni preporod in njegovi neposredni odnosi s francoskim razsvetljenstvom in janzenizmom. Zgodovinski časopis 43/3 (1989), 359–363. Katalogeintrag bei Cobiss
- Slovensko kulturno življenje v fari Št. Tomaž pri Čilberku od začetka 20. stoletja do nemške okupacije 1938. In: Koroški koledar 2009, 139–156.
- Miklosichs Bedeutung für die Slowenistik unter besonderer Berücksichtigung seiner Lesebücher für Mittelschulen. In: Wiener Slawistisches Jahrbuch. Band 53. Wien 2007, 229–239.
- Dva razkaza o Karintii Prežihovo Voranca v zerkale ličnogo istoričeskogo opyta. In: Slavjano-germanskie otnošenija. Tom 3 Ot imena k faktam. Moskva 2007,
- Košir (1919–2000) i ego vospominanija o partizanskich godach. In: Vtoraja mirovaja vojna: opyt istorii – opyt literatury. Central'naja i Jugovostočnaja Evropa. Meždunarodnaja naučnaja konferencija 22–23 nojabrja. Tesisy dokladov. Moskva 2005, 58 (Rossijskaja akademija nauk – Institut slavjanovedenija).
- Dunaj v Linhartovem stoletju. In Linhartov Zbornik. Ljubljana 2005, 529–544.
- Transpozicija doživetja v literarno sliko. In: Berta Bojetu Boeta. Prvi mednarodni simpozij. Zbornik predavanj. 2005, 157–167.
- De nouveaux enjeux pour les Slovènes de Carinthie. In: Antonia Bernard (Red.), La Slovénie et l'Europe. Contribution à la connaissance de la Slovénie actuelle. Paris 2005, 131–140.
- Aktualnost Miklošičevega znanstvenega dela in misli. In: Jezikovni zapiski. Glasilo inštituta zs slovenski jezik Frana Ramovša ZRC SAZU 10/2 (2004) 19–46.
- Ideja romantične svobode in občutenja v poeziji Urbana Jarnika in Franceta Prešerna. In: Koroški etnološki zapisi Glasilo slovenskega narodnopisnega inštituta Urban Jarnik. Simpozij o Urbanu Jarniku. Zbornik predavanj. Celovec 2/2003, 43–62.
- France Kidrič (1880–1950), njegov študij in njegovo delovanje na dunajski univerzi. In: Kidričev zbornik. Zora 16. Gradivo s simpozija v Rogaški slatini. Maribor 2002, 28–35, 131–181.
- Anton Tomaž Linhart (1756–1795). In: Versuch einer Geschichte von Krain und den übrigen Ländern der südlichen Slaven Österreichs von Anton Linhart, Kaiserl. Königl. Sekretär der Landeshauptmannschaft in Krain. Zweiter Band. Von der ersten Anpflanzung der krainischen Slaven bis auf ihre Unterjochung durch die Franken. Mit einer Charte von dem alten Karantanien, und einer räsonirenden Tabelle über das slavische Alphabet. Nürnberg in Commission bei Ernst Christoph Grattenauer, 1796. Faksimile ausgabe Klagenfurt Wieser Verlag 2001, 369–382.
- Zwei Erzählungen aus Kärnten von Prežihov Voranc im Spiegel erlebter Geschichte (Auszug). In: Ines Doujak (Hg.), Festschrift. »Erlauf erinnert sich…« eine Ausstellung im öffentlichen Raum vom 7. Mai bis 30. Sept. 2000. Wien 2000.
- Zwei Erzählungen aus Kärnten von Prežihov Voranc im Spiegel erlebter Geschichte. In: Jura Soyfer. Internationale Zeitschrift für Kulturwissenschaften. Nr. 1 (2000) 6–15.
- Franz Miklosich als Wegbegleiter bei der Entstehung der ukrainischen Schriftsprache. In: Juliane Besters-Dilger, Michael Moser, Stefan Simonek (Hg.), Sprache und Literatur der Ukraine zwischen Ost und West – Мова та література України між сходом і заходом. Bern; Berlin; Bruxelles; Frankfurt am Main; New York; Oxford; Wien: Lang 2000, 195–209.
- Das literarische Kaffeehaus in Ljubljana/Laibach (1890–1950). In: Michael Rössner (Hg.), Literarische Kaffeehäuser – Kaffeehausliteraten. Wien – Köln – Weimar 1999, 197–209.
- Zur philologischen Phase der slowenischen Nationsbildung. In: Andreas Brandtner – Werner Michler (Hg.), Geschichte der österreichisch-slowenischen Literaturbeziehungen in Zusammenarbeit mit dem Adalbert-Stifter-Institut Linz. Wien 1998, 41–56.
- Ženska v slovenski literaturi kot avtorica in kot lik. In: Jezik in slovstvo. Letnik 48 (1997/98), štev. 3, 97–107.
- Die Slowenistik an der Universität Wien als europäischer Beitrag. 16. Salzburger Slawistengespräche. 20.–23. November 1997. Die Funktion der Slawistik im europäischen Bildungswesen. Eine alternative Geschichte und Prognose. In: Die slawischen Sprachen. Band 55/1997, 95–114. Salzburg. Hg. von Otto Kronsteiner.
- Fran Miklošič in južni Slovani. In: Miklošičev Zbornik. Mednarodni simpozij v Ljubljani od 26. do 28. junija 1991. Ljubljana 1992, 591–601.
- Franz Miklosich im Lichte seiner Lebensdokumente aus dem Bestand der Österreichischen Nationalbibliothek. In: Österreichische Osthefte Jg. 33 (1991) 9–94.
- Sedemdesetletnica Miklošičevega rojstva v odbranih pismih. In: Miklošičev zbornik. Kulturni forum Maribor. Maribor 1991, 99–131.
- Ivan Cankars „Gospa Judit“, eine Frau rebelliert. In: Slava – debatni list III/2 (1989) 127–143.
- Slovenski narodni preporod in njegovi neposredni odnosi s francoskim razsvetljenstvom in Janzenizmom. In: Zgodovinski časopis 43 (1989) 359–363.
- L'influence de la Revolution française sur le mouvement de l'affirmation de l'individualité nationale slovène. In: L'image de la France révolutionaire dans les pays et les peuple de l'Europe Centrale et du Sud-Est. Colloque international tenu à Paris du 13 au 15 octobre 1988. Publications Langues'. Paris 1989, 103–120.
- Aktenstücke und Briefe zur Entstehung der Ausgabe der „Acta Patriarchatus Constantinopolitani MCCXV–MCCCCII“. Gemeinsam mit Otto Kresten. In: Römische Historische Mitteilungen 25 (1983) 339–402.
- Miklošičevi slovenski korespondenti. In: Obdobja 3. Realizem. Ljubljana 1983, 429–436.

Mitarbeit an wissenschaftlichen Publikationen
- Jahrbuch der österreichischen Byzantinistik 26 (1977).
- Prosopographisches Lexikon der Palaiologenzeit 2 (1977).
- Prosopographisches Lexikon der Palaiologenzeit 3 (1978).
- Prosopographisches Lexikon der Palaiologenzeit 4 (1980).
- Prosopographisches Lexikon der Palaiologenzeit 5 (1981).
- Jahrbuch der österreichischen Byzantinistik 30 (1981).
- Slowenische Lexikographie. Berlin, New York: Walter de Gruyter, 1990. Katalogeintrag bei Cobiss
- Enciklopedija slovenskega jezika in literature na Koroškem (I. del do leta 1938). Zgodovinsko ozadje. In: Obdobja 26. Ljubljana 2009, 567–570.

Mitarbeit bei monographischen Publikationen
- Tatjana Feinig: Slovenščina v šoli: zgodovina pouka slovenščine na Koroškem. Celovec: Drava, 2008. Katalogeintrag bei Cobiss
- Niko Sturm: Moč = Kraft. Celovec: Drava, 2007. Katalogeintrag bei Cobiss
- Anton Tomaž Linhart: Versuch einer Geschichte von Krain und der übrigen südlichen Slaven Österreichs. Klagenfurt: Wieser, cop. 2001. Katalogeintrag bei Cobiss
- Franc Miklošič: Der Briefwechsel Franz Miklosich's mit den Südslaven = Korespondenca Frana Miklošiča z Južnimi Sloveni. Maribor: Obzorja, 1991. Katalogeintrag bei Cobiss
- Andreas Leben, Vereinnahmt und ausgegrenzt. Die slowenische Literatur in Kärnten. Klagenfurt 1994, 10–12. (Geleitwort)

Herausgeberin
- Berta Bojetu: prvi mednarodni simpozij. Zbornik predavanj. Celovec: Mohorjeva, 2005. Katalogeintrag bei Cobiss
- Bereiche der Slavistik: Festschrift zu Ehren von Josip Hamm. Wien: Verlag der Österreichischen Akademie der Wissenschaften, 1975. Katalogeintrag bei Cobiss

Übersetzerische Tätigkeit
- Marija Mitrović: Geschichte der slowenischen Literatur. Von den Anfängen bis zur Gegenwart. Übersetzt und bearbeitet von Katja Sturm-Schnabl. Hermagoras/Mohorjeva, Klagenfurt / Ljubljana / Wien 2001, ISBN 3-85013-834-8.
- Boris M. Gombač, Trst – Trieste. Zwei Namen eine Identität. Bearbeitung und Übersetzung aus dem Slowenischen von Katja Sturm-Schnabl. St. Ingbert 2002 (Röhrig Universitätsverlag). Aus dem Slowenischen.
- Miroslav Košuta, Widerstandsgeist und Glaube ans Leben. In: Lesezirkel. LiteraturmagazinNr. 24, 4. Jahrgang. Literarische Städtereise Graz – Ljubljana – Trieste – Klagenfurt. Wiener Zeitung – Zentralsprakase Wien 1988 S. 20. Aus dem Slowenischen.
- Predrag Matvejević, Der Mediterran. Raum und Zeit. Zürich 1993, 323 S. (Ammann Verlag). Aus dem Kroatischen.
- Predrag Matvejević über Miroslav Krleža. In: Most/Die Brücke: Miroslav Krleža, Balladen und Gedichte. Zagreb 1978, 9–16. Aus dem Französischen.
- Fünf slowenische Volkslieder. In: Programmheft der Wiener Konzerthausgesellschaft vom 6. Mai 1995. Aus dem Slowenischen.
- Robert Bréchon, Predrag Matvejević - Bürger eines unauffindbaren Europa. In: Predrag Matvejević, Die Welt „ex“. Bekenntnisse. Zürich 1997, S. 209–220. Aus dem Französischen.
- Tone Ferenc - Bojan Godeša, Die Slowenen unter der nationalsozialistischen Herrschaft 1941 – 1945. In: Slovensko-avstrijski odnosi v 20. stoletju. Slowenisch-österreichische Beziehungen im 20. Jahrhundert. Red. Dušan Nećak, Boris Jesih, Božo Repe, Ksenija Škrilec, Peter Vodopivec. Historia 8. Znanstvena zbirka oddelka za zgodovino filozofske fakultete univerze v Ljubljani. Ljubljana 2004, 219–268. Aus dem Slowenischen.
- Nataša Golob, Anmerkungen zu den illuminierten mittelalterlichen Handschriften der Zentralbibliothek der Wiener Franziskanerprovinz in Graz. In: Katalog der mittelalterlichen Handschriften bis zum Ende des 16. Jahrhunderts in der Zentralbibliothek der Wiener Franziskanerprovinz in Graz. Unter verantwortlicher Zusammenarbeit von Nataša Golob, Alois Haidinger, Maria Stieglecker. Bearbeitet von Franz Lackner. Phil.–hist. Klasse der ÖAW. Denkschriften 336. Band. Veröffentlichungen der Kommission für Schrift- und Buchwesen des Mittelalters Reihe II, Band 9 Herausgegeben von Otto Kresten. Reihe II Verzeichnisse der Handschriften Österreichischer Bibliotheken Herausgegeben von Otto Mazal, Band 9. Wien 2006, 24–42. Aus dem Slowenischen.
- Andreas L. Hofbauer, Usoda moči. Imam par volov, ki mora vleči z glavo, in tako vem, kaj pomeni delati z glavo. Dobro jutro! Grabbe, In: Niko Sturm – Josef Zekoff, Moč/Kraft. Drava Verlag 2007. Aus dem Deutschen ins Slowenische.
- Jura Soyfer, Das Vagabundenlied. Aus dem Deutschen ins Slowenische + Kommentar. In: Herbert Arlt (Hrsg.) Jura Soyfer und die Alte Welt. Wien 2009, 263.

Publikationen im Internet
- Auszüge aus der phil. Diss. Wien 1973[11]
- Slowenistik an der Universität Wien als europäischer Beitrag. In: Trans, Internet Zeitschrift für Kulturwissenschaften, 3. März 1998.[12] http://www.inst.at/trans/3Nr/sturm.htm
- Die Rolle der Literatur- und Sprachwissenschaft bei der Affirmation der slowenischen nationalen Identität. In: Trans, Internet-Zeitschrift für Kulturwissenschaften, Nr. 6, 1998.[13]
- Franz Miklosich – ein „Europäer“ im 19. Jahrhundert.[14]
- Soziales Engagement und symbolistische Stilmittel bei Ivan Cankar. Das Wien der Jahrhundertwende aus der Perspektive eines europäisch-slowenischen Autors.[15]
- Zwei Erzählungen aus Kärnten von Prežihov Voranc im Spiegel erlebter Geschichte[16]
- Der Kulturbegriff – Slowenien. In: Kulturwissenschaften und Europa oder die Realität der Virtualität, Enzyklopädie vielsprachiger Kulturwissenschaften.[17]
- Zugänge zu Kulturen und Vielsprachigkeit. In: Konferenz Vielsprachigkeit, Transnationalität, Kulturwissenschaften (Wien, 6.–9. Dezember 2001).[18]
- Fran Miklošič, an Early Visionary of European Integration in Philological Studies. The Difficult Path Towards the Acceptance of the Concept of Diversity and Plurality.[19]

Literarische Schriften
- Oče naš v logorju. In: Koroški koledar 1988.
- Aus den Erinnerungen eines Kindes an die NS-Zeit. In: Auf – eine Frauenzeitschrift 66 (1989) 39/41.
- Iz spominov otroka na čas nacizma. In: Vestnik koroških partizanov 3–4 (1989) 56–62.
- Spurensuche. Erzählte Geschichte der Kärntner Slowenen. Wien 1990. (Mitarbeit).
- Zwei Erzählungen aus Kärnten von Prežihov Voranc im Spiegel erlebter Geschichte. In: Jura Soyfer. Internationale Zeitschrift für Kulturwissenschaften. Nr. 1 (2000) 6–15.
- Koroški koledar 2007, 114–125 (Mitautorin).

Literatur über Katja Sturm-Schnabl
- Das Mädchen und der Umhang. Biografischer Roman von Evelyn Steinthaler, Bahoe Books, Wien 2022, ISBN 978-3-903290-67-9